# Taubenheim (Klipphausen)
Taubenheim ist ein Ortsteil der Gemeinde Klipphausen im Landkreis Meißen, Sachsen.

## Geographie

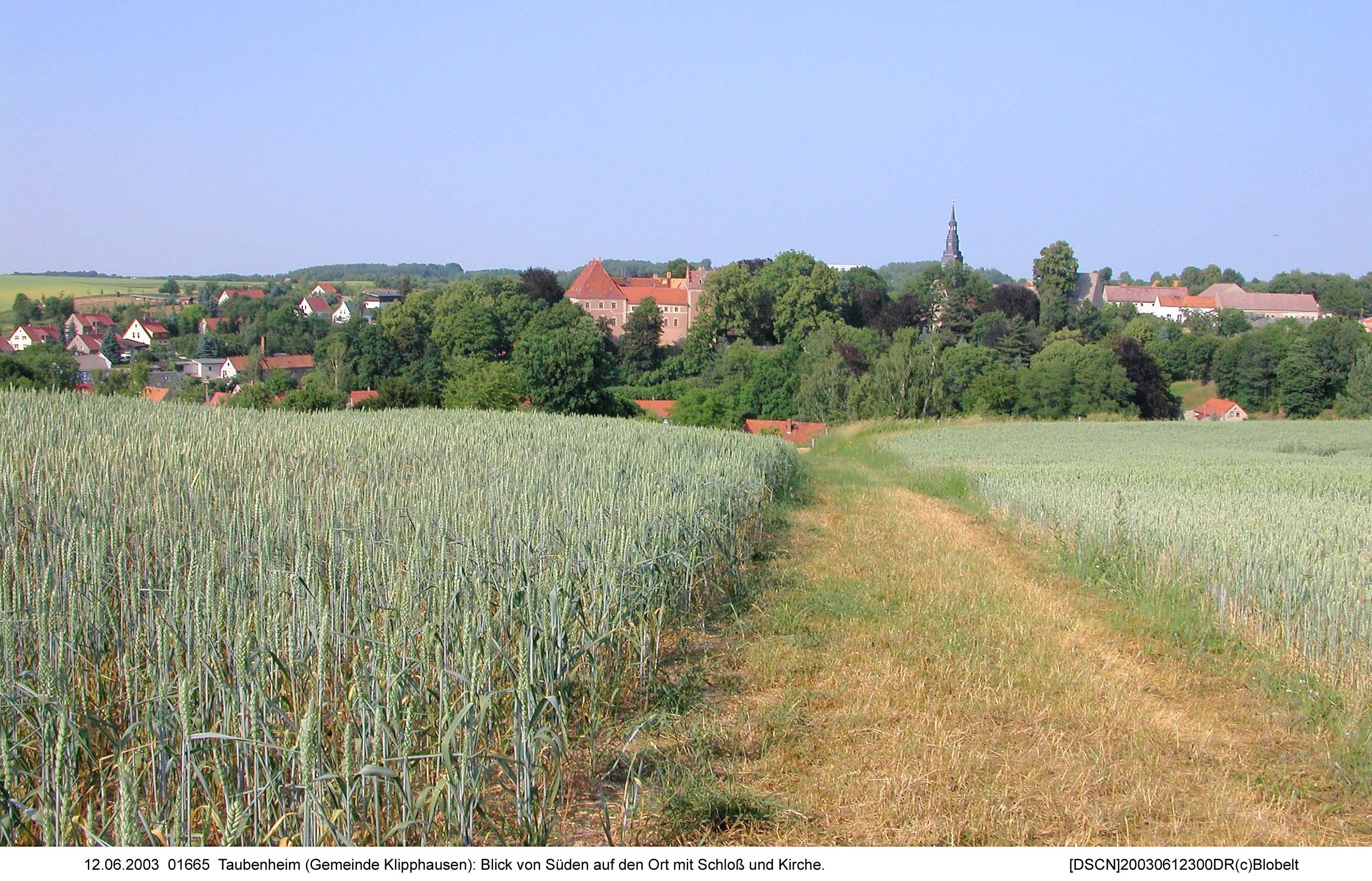
Taubenheim mit Schloss und Kirche

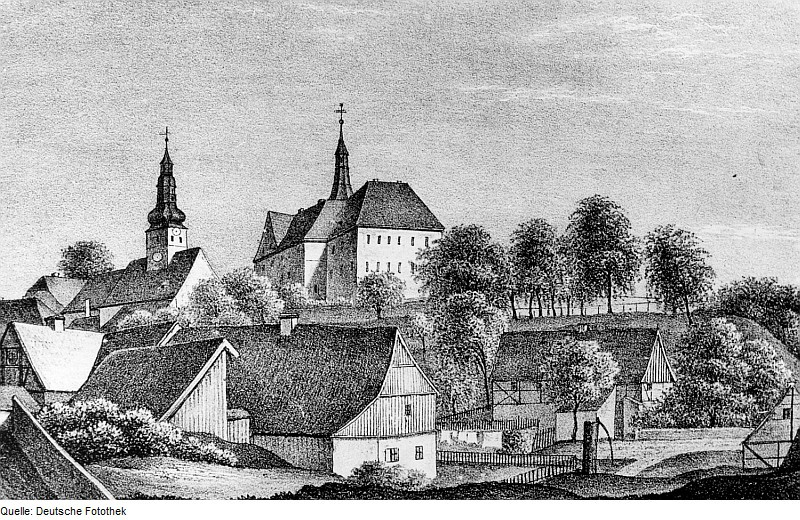
Ortsansicht von Taubenheim mit Kirche und Rittergut

Taubenheim liegt im Meißner Hochland zwischen Wilsdruff und Meißen. Das Dorf ist umgeben von den anderen zu Klipphausen gehörenden Ortsteilen Ullendorf im Nordosten, Kobitzsch im Norden, Kettewitz im Nordwesten, Piskowitz im Westen und Seeligstadt im Südwesten. Südöstlich und östlich benachbart sind Lampersdorf und Röhrsdorf. Landwirtschaftlich genutzte Hochflächen sowie das Landschaftsschutzgebiet Triebischtäler umgeben Taubenheim, das im Tal der Kleinen Triebisch und einem kleinen Seitentälchen liegt. Zwei Kilometer südlich der Ortslage erhebt sich die Baeyerhöhe auf 320 m ü. NN, im Südwesten der Taubenheimer Flur befindet sich die Ortswüstung Lugenheim.
Der Ortskern liegt in Ost-West-Richtung entlang der Hauptstraße (Kreisstraße 8032). Entlang der Ostgrenze der Taubenheimer Flur verläuft die Staatsstraße 177. Die Taubenheimer Straße verbindet den Ort mit Ullendorf. Weitere Straßen in Taubenheim sind Schul-, Berg- und Talstraße, Grüner Weg und Tonweg sowie die Straßen „An der Triebisch“, „Schäfereiberg“ und „Zum Sportplatz“. An den ÖPNV ist Taubenheim durch die Buslinien 414 sowie 428 der Verkehrsgesellschaft Meißen angebunden. Westlich der Ortslage wird im Kieswerk Taubenheim Kies abgebaut, unterhalb von Taubenheim liegt im Tal der Kleinen Triebisch ein Reitplatz.

## Geschichte

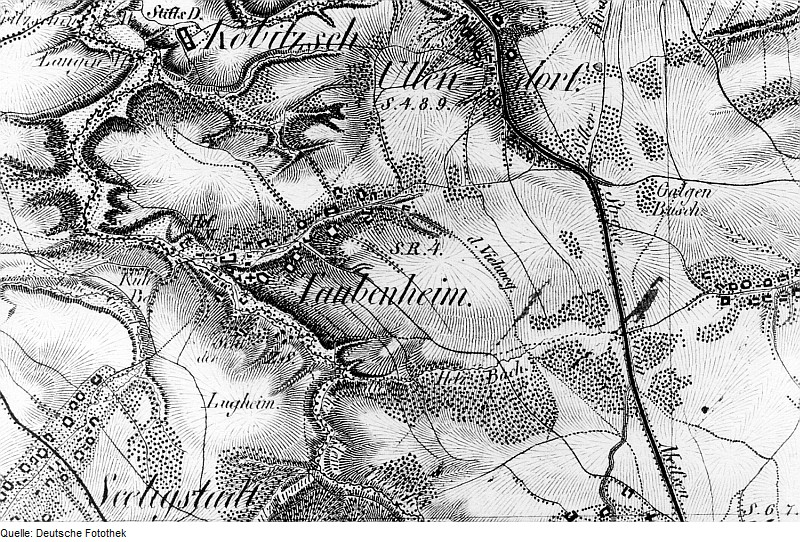
Taubenheim und seine Nachbarorte auf einer Karte aus dem 19. Jahrhundert

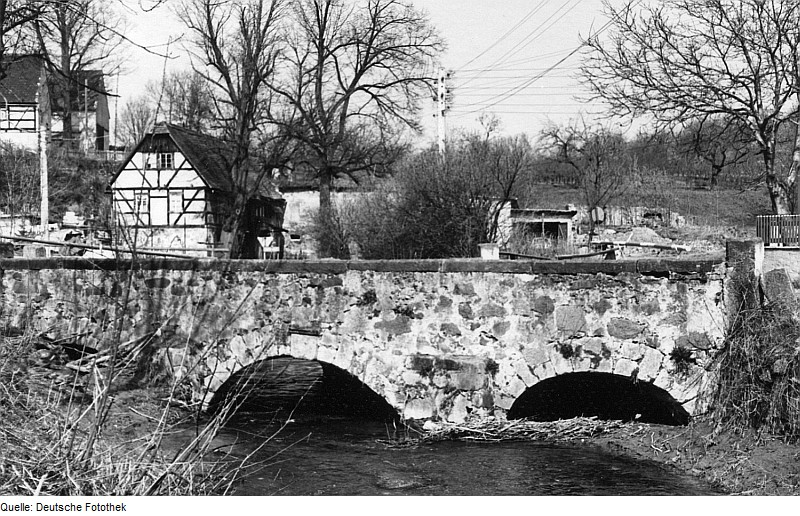
Alte Brücke in Taubenheim, 1980

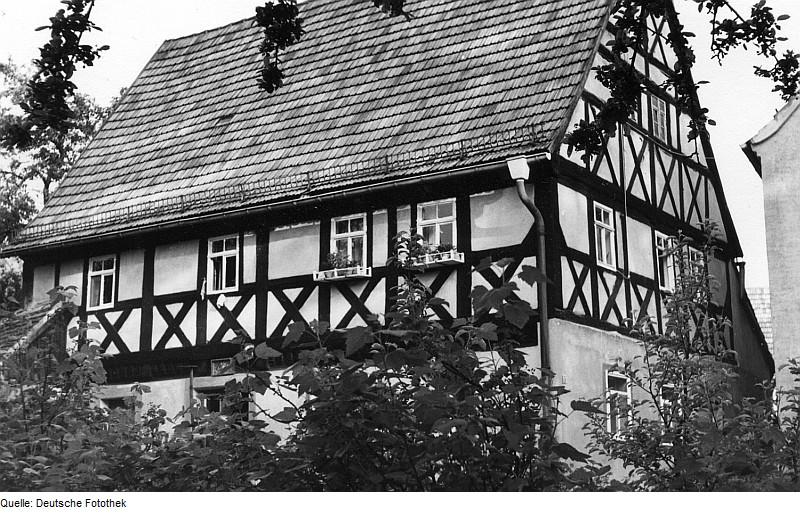
Fachwerkhaus im Dorfkern

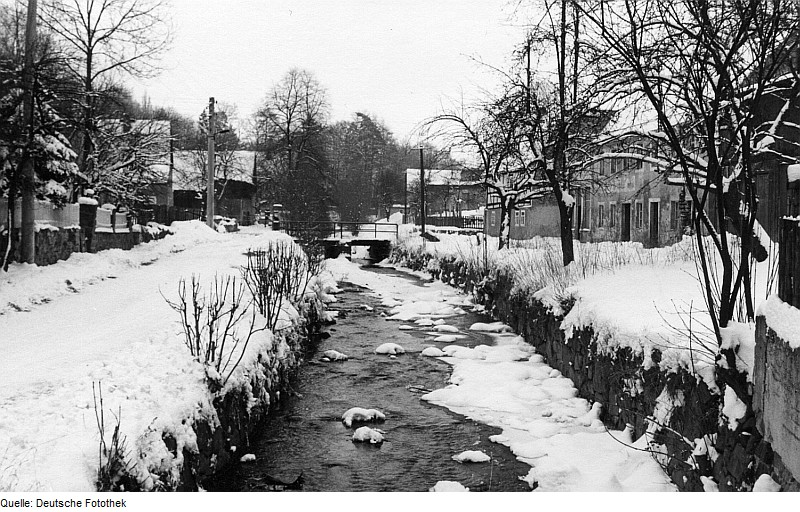
Kleine Triebisch in Taubenheim

Taubenheim gehört zu den wenigen Orten, die auf eine Urkunde aus dem Jahrhundert ihrer Entstehung verweisen können, die einen Einblick in das Leben zu dieser Zeit gestattet.
Erstmals erwähnt wurde der Ortsname 1186 mit der Nennung eines „Adelbertus de Duvenheim“, der dieser Urkunde zufolge damals als Grundherr in einem Rechtsstreit mit den ihm untergebenen Bauern der markgräflichen Schlichtung zustimmte. Der Ortsname leitet sich ab von den Tauben und beschreibt einen Wohnplatz, an dem sich diese Vögel aufhielten. Im Jahre 1269 taucht ein „Heinricus de Tvbenheim“ in den Urkunden auf, der wie Adalbert zu den Urahnen des meißnischen Adelsgeschlechts Taubenheim zählt. Im Lauf der Jahrhunderte wandelte sich der Ortsname unter anderem über die Stationen „Tubinheim“ und „Tubynheym“ hin zur Schreibweise „Taubenheim b. Meißen“, die 1875 zur Unterscheidung von Taubenheim/Spree diente.
Gegründet wurde Taubenheim vermutlich von fränkischen Ostsiedlern. Dafür sprechen seine Anlage als Waldhufendorf und der Ortsname, wobei das Dorf an einer historischen Siedlungsgrenze liegt: Nördlich und westlich von Taubenheim (um Meißen) haben die Ortsnamen fast ausschließlich einen altsorbischen Ursprung, südlich und östlich (um Wilsdruff) weisen die Ortsnamen einen deutschen Ursprung auf. Um das Dorf, dessen Bewohner sich ihr Einkommen in der Landwirtschaft verdienten, erstreckte sich eine 566 Hektar große Waldhufenflur. Mit der 1786 erwähnten Ober- und der Niedermühle waren auch zwei Wassermühlen in Betrieb, im Pfarrbusch bei Taubenheim wurde in früheren Jahrhunderten mit mäßigem Erfolg nach Silber geschürft. Im Ort befand sich wahrscheinlich schon zur Zeit seiner Ersterwähnung eine Pfarrkirche. Die Grundherrschaft übten die Besitzer des bereits für 1390 bezeugten Taubenheimer Rittersitzes aus, die Verwaltung oblag jahrhundertelang dem Erbamt Meißen. Im Jahre 1856 gehörte Taubenheim zum Gerichtsamt Meißen und kam danach zur Amtshauptmannschaft Meißen, aus der der gleichnamige Landkreis hervorging.
Von 1909 bis 1966 besaß Taubenheim einen Haltepunkt an der Schmalspurbahn Wilsdruff–Gärtitz. Im Jahre 1943 gründete sich die Freiwillige Feuerwehr Taubenheim. Am 1. Juli 1950 erfolgte die Eingemeindung von Seeligstadt und von Ullendorf, das Kobitzsch mit einbrachte. Die Gemeinde vergrößerte sich am 1. Januar 1974 durch eine weitere Eingemeindung um Sönitz, zu dem auch Kettewitz, Piskowitz und Weitzschen gehörten. Von 1990 bis 1998 befand sich in Taubenheim der Firmensitz der Möbelwelt Zick, die als einer der größten ostdeutschen Möbeleinzelhändler galt. Seine Eigenständigkeit verlor Taubenheim durch seine Eingemeindung nach Triebischtal zum 1. November 2003. Die örtliche Mittelschule schloss 2006 wegen Schülermangels. Durch die Eingemeindung von Triebischtal am 1. Juli 2012 wurde Taubenheim ein Ortsteil der Gemeinde Klipphausen.

### Einwohnerentwicklung
| Jahr | Einwohner                                |
| ---- | ---------------------------------------- |
| 1551 | 20 besessene Mann, 20 Inwohner           |
| 1764 | 22 besessene Mann, 4 Gärtner, 32 Häusler |
| 1834 | 524                                      |
| 1855 | 558                                      |
| 1871 | 566                                      |
| 1890 | 667                                      |
| 1910 | 622                                      |
| 1925 | 631                                      |
| 1939 | 629                                      |
| 1946 | 860                                      |
| 1950 | 1567                                     |
| 1964 | 1297                                     |
| 1990 | 1418                                     |
| 2000 | 1470                                     |

## Kultur und Sehenswürdigkeiten
Mehrere Gebäude im Ort sind als Kulturdenkmal geschützt (siehe Liste der Kulturdenkmale in Taubenheim).

### Rittergut und Schloss
Das Taubenheimer Schloss befindet sich im Ortszentrum auf einer Felskuppe über der Kleinen Triebisch. Es besteht aus vier unregelmäßig gestalteten, dreigeschossigen Gebäudeflügeln, die einen kleinen trapezförmigen Innenhof einschließen. Das Haupteingangsportal liegt unterhalb des Turms an der Südostseite. Im Inneren befinden sich mehrere Räume mit historischen Parkettböden, bemalten Holzkassettendecken und einem Meißner Kachelofen. Zur Schlossanlage gehören ein zweistöckiges klassizistisches Gartenhaus und das Torhaus. Im Schlosspark stehen Sandsteinskulpturen und fremdländische Gehölze. Das Schloss entstand um 1600. Etwa 1700 fanden größere Umbauten im Barockstil statt, weitere Umbauten erfolgten um 1820 und zuletzt um 1910 mit jugendstilartigen und neogotischen Bauformen.
Das Schloss war der Mittelpunkt des altschriftsässigen Ritterguts Taubenheim, das unter anderem 1551 erwähnt wurde. Die Herrschaft übte die Erb- und Obergerichtsbarkeit über Teile von Brockwitz, Burkhardswalde, Röhrsdorf, Seeligstadt und Ullendorf aus. Von 1457 bis 1612 befand sich Taubenheim im Besitz der Familie von Miltitz – mit Ausnahme der Jahre 1514/1515, als es Caspar Ziegler unterstand. Im Jahr 1612 ging das Rittergut an die Familie von Erler über. Ab 1764 kam es vermehrt zu Besitzerwechseln. Nach 1945 war das Schloss zunächst Landschulheim, später TBC-Kurheim und seit 1974 Pflegeheim. Es ist nicht öffentlich zugänglich.

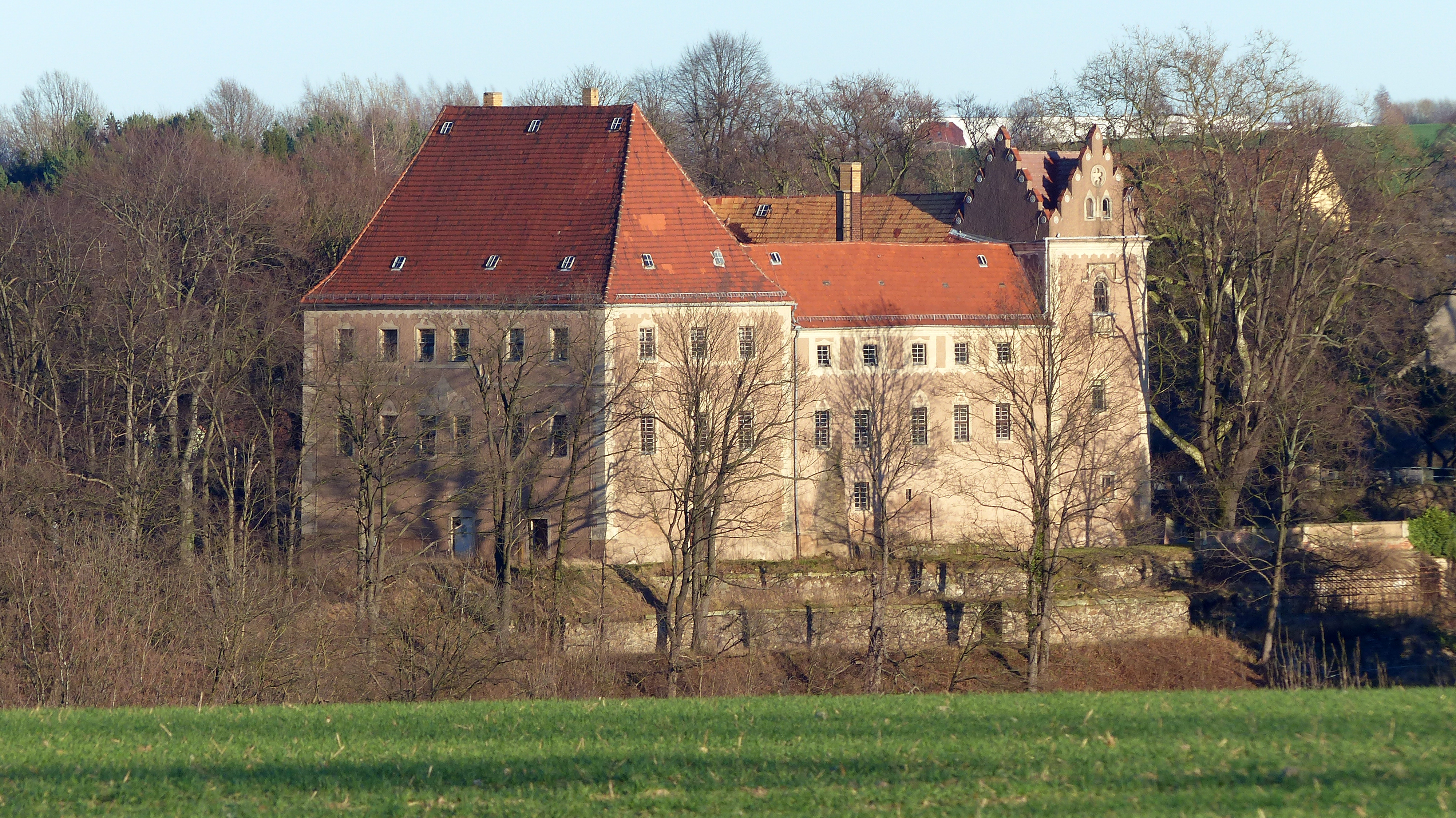
Schloss Taubenheim
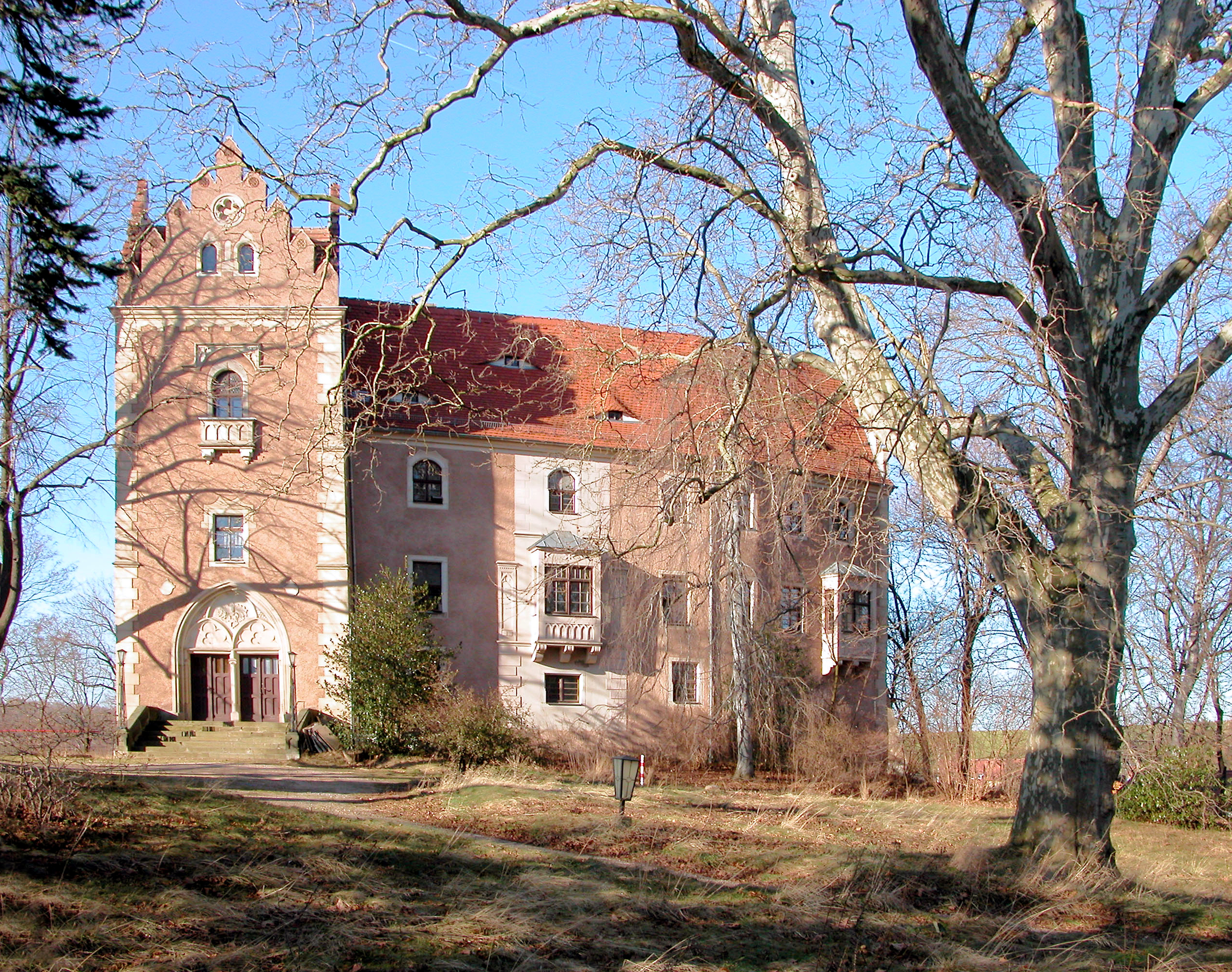
Schloss Taubenheim von Osten, Zustand 2005
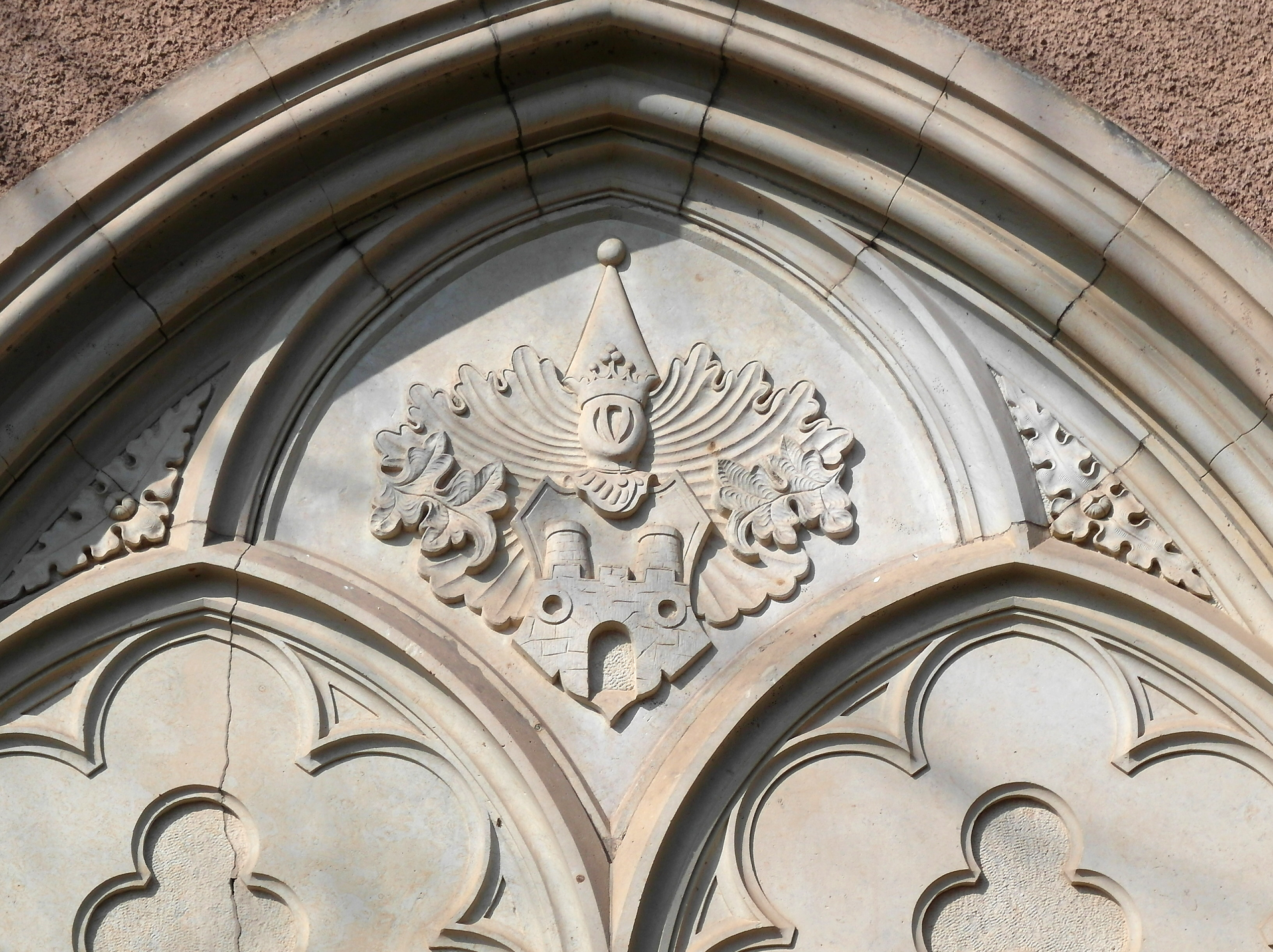
Schloss Taubenheim, Wappen am Südost-Portal

### Kirche

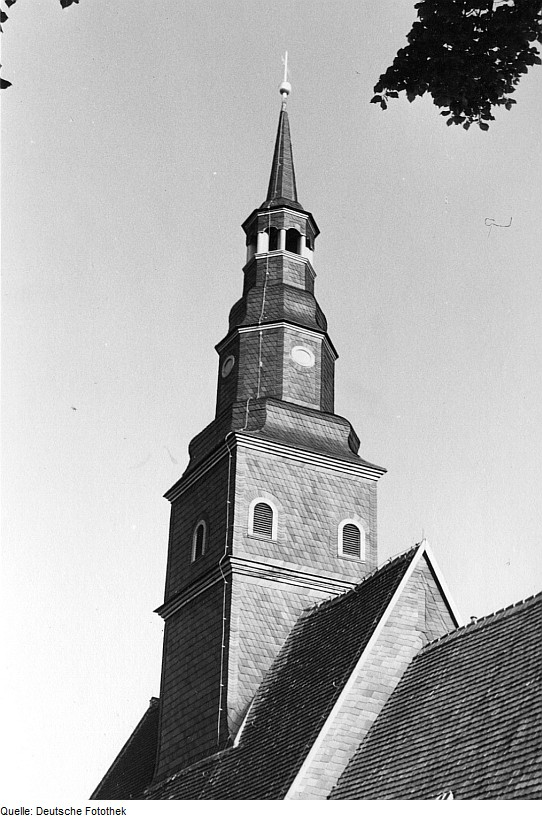
Turm der Taubenheimer Dorfkirche

Knapp 100 Meter östlich des Schlosses steht die Dorfkirche. Ihre Grundmauern entstammen dem 13. Jahrhundert. Da in der Taubenheimer Ersterwähnungsurkunde von 1186 als Zeuge des Rechtsstreits ein „Theodoricus plebanus de Duvenheym“ als Zeuge genannt wurde, ist von der früheren Existenz eines Vorgängerbaus auszugehen. Der mit einem Zellen- und Netzgewölbe ausgestattete Chorraum entstand um 1515 vermutlich unter Mitwirkung eines Schülers von Arnold von Westfalen. Hans Köhler der Ältere aus Meißen schuf um 1600 Altar, Kanzel und Taufstein. Der Dachreiter bekrönt den Kirchturm seit 1625/26. Der Pirnaer Maler Jonas Eiwigk gestaltete um 1650 die Kassettendecke. Die Emporen entstanden 1726. Bis heute in Betrieb ist die mechanische Turmuhr von 1787. Umbauten im neogotischen Stil erfolgten 1849 sowie 1865 bis 1867. Kassettendecke, Taufstein, Kanzel und Altar wurden ab 1992 restauriert. Die Kirche untersteht heute dem Pfarramt Burkhardswalde-Tanneberg, zur Gemeinde gehören sechs umliegende Orte. Das Pfarrgut an der Schulstraße wurde auch während der DDR-Zeit als kirchliches Gut geführt. Es ist seit 1989 zur ökologischen Bewirtschaftung verpachtet. Im Jahr 2009 erhielt der Betrieb den Förderpreis Ökologischer Landbau.
Das Geläut besteht aus drei Bronzeglocken, der Glockenstuhl ist aus Eichenholz gefertigt.
Im Folgenden eine Datenübersicht des Geläutes:
| Nr. | Gussdatum | Gießer                       | Durchmesser | Masse  | Schlagton |
| --- | --------- | ---------------------------- | ----------- | ------ | --------- |
| 1   | 2012      | Glockengießerei P. Grassmayr | 1010 mm     | 594 kg | g′        |
| 2   | 2012      | Glockengießerei P. Grassmayr | 854 mm      | 356 kg | b′        |
| 3   | 1863      | Glockengießerei J.G. Große   | 770 mm      | 259 kg | c″        |